# Cot Unoe
Cot Unoe is een bestuurslaag in het regentschap Bireuen van de provincie Atjeh, Indonesië. Cot Unoe telt 673 inwoners (volkstelling 2010).